# Arne Forsberg
Arne Ejnar Forsberg, född 18 november 1920 i Kungsholms församling, Stockholm, död 30 september 1982 i Nacka församling i Stockholms län, var en svensk teaterman och regissör, engagerad vid Radioteatern.

## Biografi
Knuten till Sveriges Radio satte Arne Forsberg under tjugo år sin personliga prägel på föreställningarna med Radioteatern. Ett minnesprogram om honom sammanställt av Claes Hoogland sändes i Sveriges Radio P1 den 1 januari 1984.
Arne Forsberg var son till korsångaren Ejnar Forsberg och Elsa Klara Charlotta Lennstrand. Han gifte sig 1948 med Ragnhild Regina Ruth Lundberg (1917–1999), dotter till kanslisten Oskar Daniel Konstantin Lundberg och Antoinette Maria Westlander.
Han är begravd på Norra begravningsplatsen utanför Stockholm, där även hustrun och fadern vilar.

## Radiopjäser i urval
Källa: Svensk Mediedatabas
- 1962 – Fågel Blå (regi)
- 1964 – En bild ur ett album (regi)
- 1965 – Regeln och undantaget (regi)
- 1966 – Mantalsskrivningen (regi)
- 1966 – Kyrkoherde Jensens system eller Ingång och utgång (regi)
- 1967 – Mannen som blev en stad (regi)
- 1968 – Fläsksabbat (regi)
- 1969 – Gertrud (regi)
- 1969 – Alberts bro (regi)
- 1970 – Matvraken (regi)
- 1971 – Min farsa hade också en pokal (regi)
- 1975 – En bilförsäljare från Gotland (regi)
- 1975 – Tillhör kronan (regi)
- 1977 – Kär i Anton Pavlovitj (regi)
- 1977 – Konung (regi)
- 1978 – Den förlorade tiden (regi)
- 1976 – Sagan om pojken som alltid gjorde det han inte ville (regi)
- 1979 – Mannen som försökte bemanna sig (regi)
- 1979 – Smolk i ögat (regi)
- 1979 – Dräneringen (regi)
- 1979 – Den dunkla sanningen om monsieur Menard (regi)
- 1979 – Blues (regi)
- 1979 – Löven faller runt ett (regi)
- 1980 – Kvinnorna i Neapel (regi)
- 1980 – Slaven (regi)
- 1980 – Sommar, sommar, sommar (regi)
- 1980 – Makt och kungamakt. Hundarnas timme
- 1980 – Akt utan nåd (regi)
- 1980 – Pensionärernas uppror (regi)
- 1980 – Svanesång (regi)
- 1981 – Svenska sagor: Prinsessan i berget (regi)
- 1981 – Svenska sagor: The Björn Borg saga (regi)
- 1981 – Solkatten (regi)
- 1981 – Spår i sanden (regi)
- 1982 – Pearl (regi)
- 1982 – Kyrkoherde Jensens system eller Ingång och utgång (regi)
- 1982 – En sådan med smör på (regi)
- 1982 – Prinsessan i berget (regi)
- 1982 – Bördan (regi)
- 1982 – Stollen (regi)
- 1982 – Livets historier förbi (regi)

## Teater

### Roller (ej komplett)
| År   | Roll      | Produktion                  | Regi           | Teater                     |
| ---- | --------- | --------------------------- | -------------- | -------------------------- |
| 1940 | Donalbain | Macbeth William Shakespeare | Ingmar Bergman | Mäster Olofsgårdens teater |

### Regi
| År   | Produktion                                                   | Upphovsmän          | Teater               |
| ---- | ------------------------------------------------------------ | ------------------- | -------------------- |
| 1953 | Macbeth                                                      | William Shakespeare | Teatern i Gamla stan |
| 1954 | Volpone eller Räven Volpone or The Fox                       | Ben Jonson          | Teatern i Gamla stan |
| 1954 | Lek ej med kärleken On ne badine pas avec l'amour            | Alfred de Musset    | Teatern i Gamla stan |
| 1955 | Vävaren i Bagdad                                             | Hjalmar Bergman     | Teatern i Gamla stan |
| 1955 | Den girige L'Avare                                           | Molière             | Teatern i Gamla stan |
| 1955 | Fedra Phèdre                                                 | Jean Racine         | Teatern i Gamla stan |
| 1956 | Julietta eller Drömmarnas revy Juliette ou la clé des songes | Georges Neveux      | Teatern i Gamla stan |
| 1956 | Spöket Mostellaria                                           | Plautus             | Teatern i Gamla stan |